# Saison 1 de Titeuf
Chronologie
Saison 2
Cet article présente le guide des épisodes de la première saison de la série télévisée d'animation Titeuf.